# فهرست قنات‌های شهرستان خوشاب
جدول زیر بر اساس آمار وزارت جهاد کشاورزی تهیه شده‌است. فهرست زیر قنات‌های شهرستان خوشاب در استان خراسان رضوی را نشان می‌دهد.
| نام قنات    | موقعیت                  | نزدیک‌ترین روستا | طول قنات (متر) | تعداد میله چاه | عمق مادر چاه | دبی (لیتر بر ثانیه) | سطح زیر کشت (هکتار) |
| ----------- | ----------------------- | --------------- | -------------- | -------------- | ------------ | ------------------- | ------------------- |
| اَبدِهی       | بخش مرکزی شهرستان خوشاب | علیک            | ۲۰۰۰           | ۴۲             | ۲۰           | ۵                   | ۵۰                  |
| ابگرم       | بخش مرکزی شهرستان خوشاب | یام             | ۳۰۰۰           | ۵۰             | ۶۰           | ۱۰                  | ۱۰۰                 |
| ابگرم       | بخش مرکزی شهرستان خوشاب | سرخ             | ۸۰۰            | ۲۰             | ۱۲           | ۳۰                  | ۶۰                  |
| ادم کاریز   | بخش مرکزی شهرستان خوشاب | مشکان           | ۴۰۰۰           | ۸۰             | ۶۰           | ۶۰                  | ۱۵                  |
| اردنج       | بخش مرکزی شهرستان خوشاب | اردنج           | ۲۰۰۰           | ۷              | ۱۰           | ۲۲                  | ۱۲                  |
| ارشدی       | بخش مرکزی شهرستان خوشاب | شیرخان          | ۳۰۰            | ۴۰             | ۲۰           | ۱۵                  | ۲۰                  |
| امین‌آباد    | بخش مرکزی شهرستان خوشاب | روکی            | ۱۲۰۰           | ۶۰             | ۱۵           | ۴                   | ۱۰                  |
| امین‌آباد    | بخش مرکزی شهرستان خوشاب | نصرآباد         | ۱۶۰۰           | ۶۰             | ۱۵           | ۱۵                  | ۱۰                  |
| باباحصار    | بخش مرکزی شهرستان خوشاب | بابالنگر        | ۲۵۰            | ۱۰             | ۱۵           | ۲۰                  | ۱۲                  |
| بازقند      | بخش مرکزی شهرستان خوشاب | بازقند          | ۱۷۰۰           | ۵۵             | ۲۰           | ۶                   | ۲۵                  |
| برقبان      | بخش مرکزی شهرستان خوشاب | برقبان          | ۵۰۰            | ۱۵             | ۲۵           | ۱۵                  | ۲                   |
| برقبان سفلی | بخش مرکزی شهرستان خوشاب | برقبان          | ۱۰۰۰           | ۵              | ۶            | ۱۵                  | ۶۰                  |
| بزرگ سیمان  | بخش مرکزی شهرستان خوشاب | سیمان           | ۱۵۰۰           | ۵              | ۱۵           | ۲۰                  | ۱۲                  |
| بسک         | بخش مرکزی شهرستان خوشاب | بسک             | ۳۰۰            | ۱۵             | ۲۰           | ۳                   | ۰                   |
| بندان       | بخش مرکزی شهرستان خوشاب | درفک            | ۵۰۰            | ۱۶             | ۸            | ۵                   | ۱۵                  |
| جمشیدیه     | بخش مرکزی شهرستان خوشاب | دیوانگاه        | ۱۰۰۰           | ۱۴             | ۷            | ۳۵                  | ۱۰                  |
| جنت‌آباد     | بخش مرکزی شهرستان خوشاب | جنت‌آباد         | ۳۰۰۰           | ۶۰             | ۲۰           | ۴۰                  | ۱۵                  |
| جنت‌آباد     | بخش مرکزی شهرستان خوشاب | جنت‌آباد         | ۳۰۰۰           | ۲۵             | ۱۷           | ۲۰                  | ۵                   |
| حسن‌آباد     | بخش مرکزی شهرستان خوشاب | حسن‌آباد         | ۲۰۰۰           | ۱۸             | ۱۵           | ۱۰                  | ۵                   |
| حسین‌آباد    | بخش مرکزی شهرستان خوشاب | نودهان          | ۱۵۰۰           | ۵۰             | ۵            | ۱۵                  | ۳                   |
| حوضی        | بخش مرکزی شهرستان خوشاب | نصرآباد         | ۱۷۰۰           | ۷۵             | ۱۵           | ۱۵                  | ۵                   |
| خوشاب       | بخش مرکزی شهرستان خوشاب | خوشاب           | ۳۰۰۰           | ۶۰             | ۳۰           | ۲۵                  | ۱۰                  |
| داشخانه     | بخش مرکزی شهرستان خوشاب | داشخانه         | ۵۰۰            | ۱۵             | ۱۰           | ۱۵                  | ۰                   |
| داشخانه     | بخش مرکزی شهرستان خوشاب | داشخانه         | ۳۰۰۰           | ۱۸             | ۲۰           | ۱۵                  | ۵                   |
| درفک        | بخش مرکزی شهرستان خوشاب | درفک            | ۷۰۰            | ۳۰             | ۲۰           | ۱۰                  | ۴۰                  |
| دروق علیا   | بخش مرکزی شهرستان خوشاب | سیدآباد         | ۱۵۰۰           | ۵۰             | ۶            | ۲۵                  | ۲۳                  |
| درگاه‌آباد   | بخش مرکزی شهرستان خوشاب | درگاه‌آباد       | ۲۰۰۰           | ۱۰             | ۱۷           | ۲۵                  | ۱۰                  |
| دهنو        | بخش مرکزی شهرستان خوشاب | نودهان          | ۲۰۰۰           | ۵۰             | ۷            | ۲۵                  | ۳                   |
| دهنو        | بخش مرکزی شهرستان خوشاب | دهنو            | ۸۰۰            | ۳۰             | ۱۲           | ۲                   | ۸                   |
| دیواندر     | بخش مرکزی شهرستان خوشاب | دیواندر         | ۲۵۰            | ۱۱             | ۱۲           | ۵                   | ۳۰                  |
| دیوانگاه    | بخش مرکزی شهرستان خوشاب | دیوانگاه        | ۱۰۰۰           | ۳۰             | ۳۰           | ۳۰                  | ۵                   |
| دیوانگاه    | بخش مرکزی شهرستان خوشاب | دیوانگاه        | ۲۰۰۰           | ۲۵             | ۲۵           | ۴۰                  | ۵                   |
| رودسراب     | بخش مرکزی شهرستان خوشاب | رودسراب         | ۷۰۰            | ۲۲             | ۸            | ۱۵                  | ۲۰                  |
| روکی        | بخش مرکزی شهرستان خوشاب | روکی            | ۵۰۰            | ۵۰             | ۱۲           | ۱۲                  | ۵                   |
| زرقی        | بخش مرکزی شهرستان خوشاب | زرقی            | ۵۰۰۰           | ۲۵             | ۱۵           | ۲۰                  | ۵                   |
| زو علیا     | بخش مرکزی شهرستان خوشاب | نشیب            | ۱۵۰            | ۴              | ۱۵           | ۱۵                  | ۱۵                  |
| سراجه       | بخش مرکزی شهرستان خوشاب | سراجه           | ۵۰۰            | ۲۰             | ۱۰           | ۵                   | ۱۰                  |
| سرخ         | بخش مرکزی شهرستان خوشاب | سرخ             | ۵۰۰            | ۱۴             | ۱۰           | ۸                   | ۱۵                  |
| سلطان‌آباد   | بخش مرکزی شهرستان خوشاب | سلطان‌آباد       | ۹۰۰۰           | ۳۰۰            | ۶۵           | ۶۰                  | ۱۸۶                 |
| سیدآباد     | بخش مرکزی شهرستان خوشاب | ابراهیم‌آباد     | ۱۰۰۰           | ۱۲             | ۱۵           | ۲۵                  | ۲۵                  |
| شاه قنات    | بخش مرکزی شهرستان خوشاب | داراب           | ۱۰۰            | ۴              | ۵            | ۴۰                  | ۳                   |
| شم‌آباد      | بخش مرکزی شهرستان خوشاب | شم‌آباد          | ۲۰۰۰           | ۲۸             | ۱۸           | ۱۵                  | ۱۰                  |
| شوق‌آباد     | بخش مرکزی شهرستان خوشاب | عباس‌آباد        | ۳۰۰            | ۶              | ۱۰           | ۲۵                  | ۶                   |
| شیرخان      | بخش مرکزی شهرستان خوشاب | شیرخان          | ۲۰۰۰           | ۷۰             | ۲۰           | ۲۰                  | ۲۰                  |
| شیرخان      | بخش مرکزی شهرستان خوشاب | شیرخان          | ۳۰۰۰           | ۱۸             | ۱۵           | ۱۰                  | ۰                   |
| شیرین چشمه  | بخش مرکزی شهرستان خوشاب | دهنه شور        | ۵۰             | ۳              | ۱۰           | ۳۵                  | ۳۷                  |
| طالبی       | بخش مرکزی شهرستان خوشاب | طالبی           | ۲۵۰۰           | ۲۵             | ۱۲           | ۱۲                  | ۲۰                  |
| طالبی       | بخش مرکزی شهرستان خوشاب | طالبی           | ۱۰۰۰           | ۲۵             | ۸            | ۸                   | ۱۰                  |
| طبس         | بخش مرکزی شهرستان خوشاب | طبس             | ۱۵۰۰           | ۲۰             | ۱۰           | ۱۵                  | ۱۰                  |
| طیرور       | بخش مرکزی شهرستان خوشاب | علیک            | ۱۵۰۰           | ۴۵             | ۱۳           | ۷                   | ۴۰                  |
| عبدا گور    | بخش مرکزی شهرستان خوشاب | عباس ‌آباد       | ۱۰۰            | ۳              | ۶            | ۲۰                  | ۸                   |
| علیا کاریز  | بخش مرکزی شهرستان خوشاب | مشکان           | ۳۰۰۰           | ۳۵             | ۳۰           | ۵۰                  | ۵                   |
| علی‌آباد     | بخش مرکزی شهرستان خوشاب | روکی            | ۲۰۰            | ۹              | ۱۰           | ۷                   | ۱۰۰                 |
| علی‌آباد     | بخش مرکزی شهرستان خوشاب | روکی            | ۱۴۰۰           | ۳۰             | ۱۸           | ۱۲                  | ۰                   |
| عنابستان    | بخش مرکزی شهرستان خوشاب | عنابستان        | ۱۲۰۰           | ۵۰             | ۱۲           | ۲۰                  | ۵۰                  |
| عنابستان    | بخش مرکزی شهرستان خوشاب | عنابستان        | ۲۰۰۰           | ۲۵             | ۰            | ۱۵                  | ۱۰                  |
| عنبرستان    | بخش مرکزی شهرستان خوشاب | عنبرستان        | ۲۰۰۰           | ۲۵             | ۱۰           | ۱۵                  | ۵                   |
| فوجی        | بخش مرکزی شهرستان خوشاب | فوجی            | ۲۰۰۰           | ۲۵             | ۱۲           | ۱۵                  | ۲۰                  |
| قصدف        | بخش مرکزی شهرستان خوشاب | نوده انقلاب     | ۵۰۰            | ۱۶             | ۱۲           | ۲۰                  | ۲۰                  |
| محمدآباد    | بخش مرکزی شهرستان خوشاب | علیک            | ۲۰۰۰           | ۴۶             | ۲۰           | ۴                   | ۵۰                  |
| میان چشمه   | بخش مرکزی شهرستان خوشاب | ملک‌آباد         | ۱۰۰            | ۲              | ۱۰           | ۱۰                  | ۱۰                  |
| نصرآباد     | بخش مرکزی شهرستان خوشاب | نصرآباد         | ۲۰۰۰           | ۸۰             | ۱۸           | ۲۰                  | ۱۵                  |
| نصرآباد     | بخش مرکزی شهرستان خوشاب | نصرآباد         | ۲۵۰۰           | ۲۰             | ۱۰           | ۲۰                  | ۸۰                  |
| نوده انقلاب | بخش مرکزی شهرستان خوشاب | نوده انقلاب     | ۱۱۰۰           | ۳۵             | ۲۲           | ۳۵                  | ۲۰                  |
| نودهان      | بخش مرکزی شهرستان خوشاب | نودهان          | ۳۰۰۰           | ۲۵             | ۱۰           | ۷                   | ۲                   |
| نودهان      | بخش مرکزی شهرستان خوشاب | نودهان          | ۴۰۰۰           | ۴۰             | ۱۲           | ۱۵                  | ۵                   |
| نورآباد     | بخش مرکزی شهرستان خوشاب | نورآباد         | ۷۰۰            | ۱۸             | ۱۲           | ۴                   | ۰                   |
| نیک         | بخش مرکزی شهرستان خوشاب | نیک             | ۲۰۰۰           | ۳۰             | ۱۰۰          | ۳۰                  | ۵                   |
| هشتادکان    | بخش مرکزی شهرستان خوشاب | دزق             | ۷۰۰            | ۱۰             | ۳۵           | ۳۵                  | ۵۰                  |
| همایوندر    | بخش مرکزی شهرستان خوشاب | درفک            | ۷۵۰            | ۱۰             | ۸            | ۸                   | ۱۰                  |
| پسباغ       | بخش مرکزی شهرستان خوشاب | سرخک            | ۵۰۰            | ۱۵             | ۸            | ۵                   | ۱۰                  |
| چرو         | بخش مرکزی شهرستان خوشاب | چرو             | ۲۰۰۰           | ۱۵۰            | ۲۰           | ۳۰                  | ۱۵                  |
| چرو         | بخش مرکزی شهرستان خوشاب | چرو             | ۱۵۰۰           | ۷۰             | ۲۰           | ۲۰                  | ۱۰                  |
| کاشک        | بخش مرکزی شهرستان خوشاب | کاشک            | ۱۵۰۰           | ۳۲             | ۱۷           | ۷                   | ۵۰                  |
| کاشک        | بخش مرکزی شهرستان خوشاب | کاشک            | ۱۵۰۰           | ۷۵             | ۱۵           | ۲۰                  | ۰                   |
| کلاته نو    | بخش مرکزی شهرستان خوشاب | شیرخان          | ۱۵۰            | ۳۰             | ۲۰           | ۱۰                  | ۰                   |
| کلچه        | بخش مرکزی شهرستان خوشاب | شیرخان          | ۳۰۰۰           | ۵۰             | ۲۰           | ۲۰                  | ۲۰                  |
| کلیم‌آباد    | بخش مرکزی شهرستان خوشاب | علیک            | ۱۵۰۰           | ۴۸             | ۱۳           | ۵                   | ۶۰                  |
| کوهدره      | بخش مرکزی شهرستان خوشاب | کوهدره          | ۷۰۰            | ۵۰             | ۱۰۰          | ۲۵                  | ۷                   |
| کیخسرو      | بخش مرکزی شهرستان خوشاب | کیخسرو          | ۲۵۰۰           | ۷۰             | ۷۰           | ۷                   | ۳۵                  |
| یحیی‌آباد    | بخش مرکزی شهرستان خوشاب | یحیی‌آباد        | ۱۶۰۰           | ۵۰             | ۱۵           | ۱۵                  | ۳                   |